# Dorpskerk (Aalsmeer)
De Dorpskerk is een kerk gelegen aan de Dorpsstraat 11 in het Noord-Hollandse Aalsmeer. De kruiskerk heeft een middenbeuk die door drie dwarsbeuken wordt gesneden.

## Geschiedenis
Vermoedelijk is de kerk in gedeelten gebouwd, gezien het metselwerk aan pilaren en kapitelen. De kerk is gebouwd in opdracht van de Rooms-Katholieke kerk  als driebeukige kerk met ca. 350 zitplaatsen. De kerk werd in 1549 in gebruik genomen. Destijds stond de kerk in het midden van de gemeente, die toen tachtig huizen telde en nog twee kilometer verwijderd was van de Haarlemmermeer. Door stormen is dusdanig veel land verloren gegaan, waardoor de kerk thans 100 meter vanaf de ringvaart staat. Sinds 1586 is de kerk protestants en kreeg het de naam gereformeerde kerk.
De gemeente breidde uit en in 1653 is de kerk vergroot. In het midden van de kerk werden twee zijbeuken aangebouwd, waardoor het een kruiskerk werd. Wegens slechte staat moest in 1842 de torenspits worden verwijderd. De spits werd pas in 1868 aan de westzijde herbouwd. De westelijke schipstravee werd in 1850 in de oude vorm herbouwd door H.H. Dansdorp. In 1918 is de gaanderij geplaatst, een uitbreiding van 650 zitplaatsen. 
De klokkenstoel bevat een klok van Gerard Koster uit 1669 met een diameter van 110,6 cm. De kleine klok slaat op het halve uur (hoog geluid) en de grote op het hele uur (laag geluid). Het mechanisch torenuurwerk stamt uit 1920.
Tot 1828 werden er mensen in de kerk begraven. De oudste zerk komt uit 1602. De welgestelden lagen met name rondom de preekstoel. Van 1828 tot 1875 werden er de mensen buiten de kerk begraven waarbij de gereformeerden en de mennonieten gescheiden werden.
Sinds 1973 staat het gebouw als rijksmonument ingeschreven in het monumentenregister.
De pastorie, gelegen op Dorpsstraat 14, is vermoedelijk in 1652 gebouwd. 

## Interieur
In de kerk bevindt zich een tweeklaviers orgel dat in 1868 werd gemaakt door Hermanus Knipscheer. In 1941, 1968 en 2008 onderging het instrument een restauratie. Bij de tweede restauratie werd het vrije pedaal toegevoegd. Tot 1828 waren er op enkele banken na alleen stoelen in de kerk. De eikenhouten preekstoel komt uit het derde kwart van de 17e eeuw.

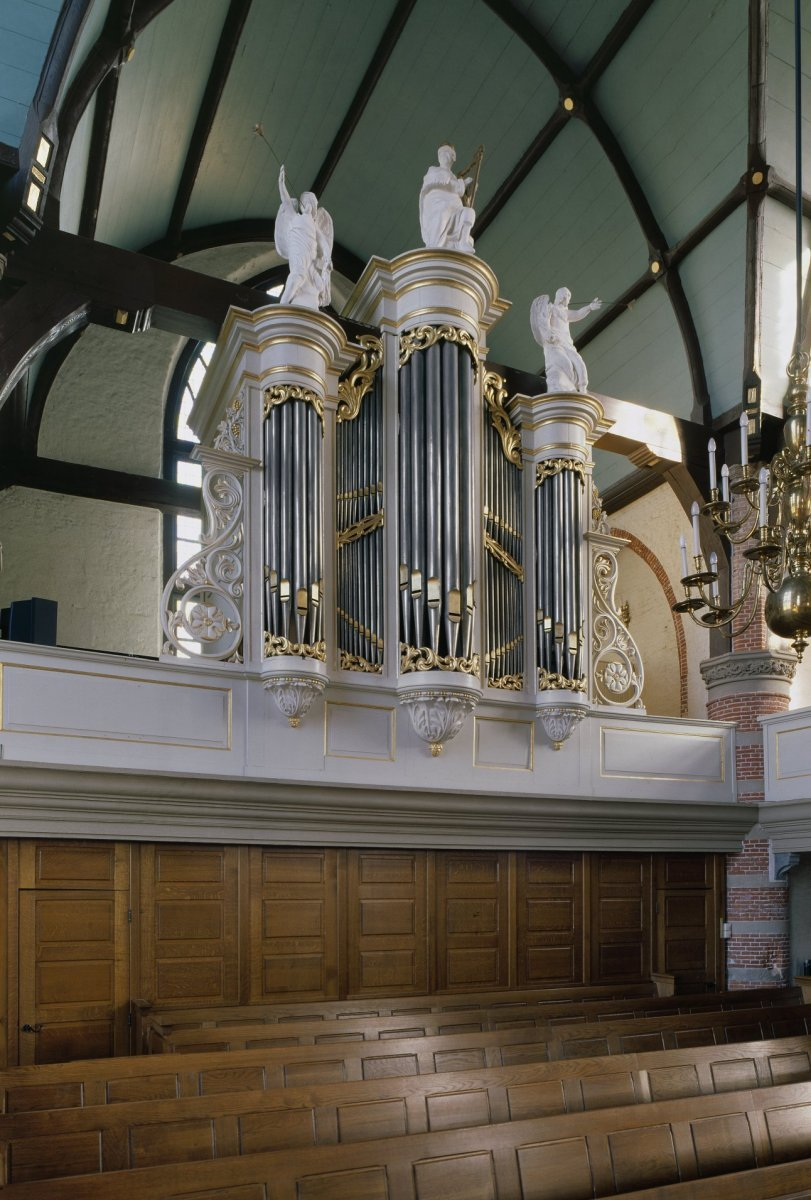
Orgel
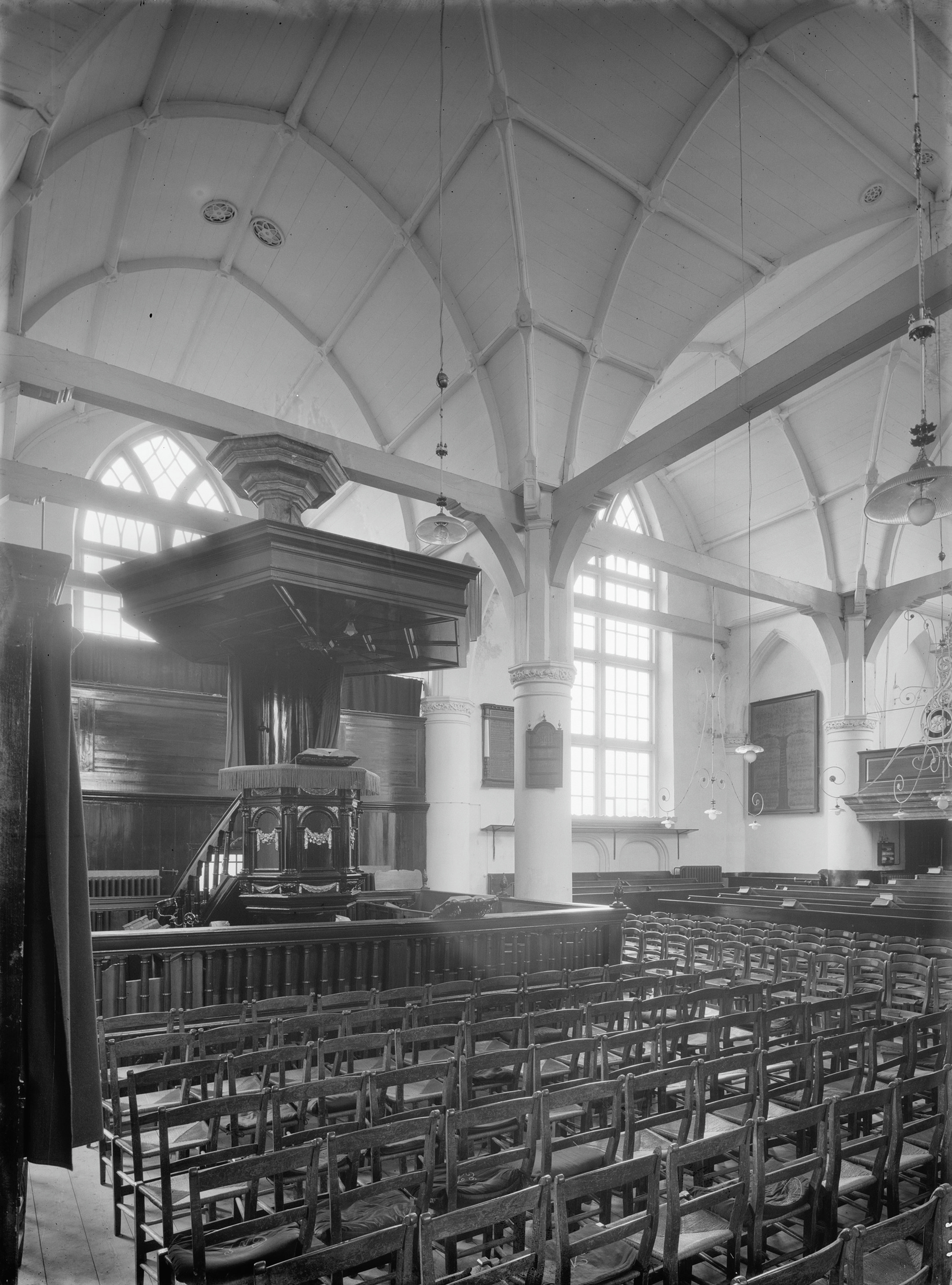
Preekstoel in centrale positie